# بخش باجا وراپاز
بخش باجا وراپاز (به اسپانیایی: Departamento de Baja Verapaz) یک منطقهٔ مسکونی در گواتمالا است که در گواتمالا واقع شده‌است. بخش باجا وراپاز ۳٬۱۲۴ کیلومتر مربع مساحت و ۲۹۹٬۴۷۶ نفر جمعیت دارد.